# Hercostomus caudatus
Hercostomus caudatus är en tvåvingeart som först beskrevs av Friedrich Hermann Loew 1859.  Hercostomus caudatus ingår i släktet Hercostomus och familjen styltflugor. Inga underarter finns listade i Catalogue of Life.